# Златевци
Златевци (болг. Златевци) — село в Болгарии. Находится в Габровской области, входит в общину Габрово. Население составляет 91 человек.

## Политическая ситуация
Златевци подчиняется непосредственно общине и не имеет своего кмета, кметский наместник в селе — Тошо Димитров Радев.
Кмет (мэр) общины Габрово — Томислав Пейков Дончев (Граждане за европейское развитие Болгарии (ГЕРБ)) по результатам выборов.